# Пирогово (Пестовский район)
Пирогово — деревня в Пестовском муниципальном районе Новгородской области. Входит в состав Богословского сельского поселения. Согласно всероссийской переписи населения 2010 года деревня постоянного населения не имеет.
Площадь территории деревни — 15,4 га. Пирогово находится на правобережье реки Белая, на высоте 143 м над уровнем моря, в 1,5 км к югу от деревни Богослово .

## История
В списке населённых мест Устюженского уезда Новгородской губернии за 1909 год деревня Пирогово указана как относящаяся к Кирво-Климовской волости (2-го стана, 2-го земельного участка). Население деревни Пирогово, что была тогда на земле Богословского сельского общества — 120 жителей: мужчин — 56, женщин — 64, число жилых строений — 34; тогда в деревне была часовня и имелся хлебозапасный магазин. Затем с 10 июня 1918 года до 31 июля 1927 года в составе Устюженского уезда Череповецкой губернии, затем в составе Богословского сельсовета Пестовского района Череповецкого округа Ленинградской области. Население деревни Пирогово в 1928 году — 157 человек. По постановлению ЦИК и СНК СССР от 23 июля 1930 года Череповецкий округ был упразднён, а район перешёл в прямое подчинение Леноблисполкому. По Указу Президиума Верховного Совета СССР от 5 июля 1944 года Пестовский район был передан из Ленинградской области во вновь образованную Новгородскую область.
С принятием Российского закона от 6 июля 1991 года «О местном самоуправлении в РСФСР» и Указом Президента РФ № 1617 от 9 октября 1993 года «О реформе представительных органов власти и органов местного самоуправления в Российской Федерации» деятельность Богословского сельского Совета была досрочно прекращена. Позднее была образована образована Администрация Богословского сельсовета (Богословская сельская администрация). По результатам муниципальной реформы, с 2005 года деревня входит в состав муниципального образования — Богословское сельское поселение Пестовского муниципального района (местное самоуправление), по административно-территориальному устройству подчинена администрации Богословского сельского поселения Пестовского района. Богословское сельское поселение с административным центром в деревне Богослово было создано путём объединения территории трёх сельских администраций: Богословской, Абросовской, Брякуновской.